# 矢本パーキングエリア
矢本パーキングエリア（やもとパーキングエリア）は、宮城県東松島市にある三陸沿岸道路（矢本石巻道路）のパーキングエリア (PA) である。
2012年（平成24年）8月8日に春日PAが供用を開始するまでは、三陸道で唯一のPAだった。三陸沿岸道路の無料区間では駐車場のみのPAがほとんどである中、当PAと本吉PAだけがトイレを設置している。当PAはトイレだけでなく売店（無料休憩施設「イートハウス」内）もあり、ハイウェイスタンプも押印できる。
2024年（令和6年）11月27日、当PAに隣接するかたちで「道の駅東松島」が開駅した。当PA上り線からの出入りが可能で、広さは約2 ha。一般道は整備中の東松島市道・百合子線に接続する。下り線との接続は将来検討課題となっている。

## 道路
- E45 三陸沿岸道路（矢本石巻道路）

## 施設

### 上り線（仙台・いわき・水戸・東京方面）
- 駐車場
  - 大型11台
  - 小型22台
- トイレ
  - 男性 大2（和式1・洋式1）・小5
  - 女性 7（和式5・洋式2）
    - 同伴の男児用 1

  - 車椅子用 1
- 無料休憩施設「イートハウス」（4月 - 10月 8:30 - 17:00 / 11月 - 3月 8:30 - 16:00）

東松島市第三セクター・株式会社奥松島公社運営。2010年（平成22年）6月19日オープン。
- 飲料自動販売機 2

鳴瀬奥松島IC - 石巻河南IC間が償還終了・無料開放されてNEXCO東日本から国土交通省管理になった時点で撤去されていたが、「イートハウス」のオープンと同時に復活。

### 下り線（石巻・気仙沼・釜石・宮古・久慈・八戸方面）
- 駐車場
- 大型19台
- 小型53台
- トイレ
  - 男性 大2（和式1・洋式1）・小5
  - 女性 7（和式5・洋式2）
    - 同伴の男児用 1

  - 車椅子用 1
- 飲料自動販売機 2
- 無料休憩施設「イートハウス」（4月 - 10月 8:30 - 17:00 / 11月 - 3月 8:30 - 16:00）
  - 売店

## 隣
E45 三陸沿岸道路
(8) 鳴瀬奥松島IC - 矢本PA - (9) 矢本IC